# Eowyn Ivey
Eowyn LeMay Ivey (* 7. Februar 1973 in Alaska) ist eine US-amerikanische Schriftstellerin.

## Biografie
Ivey wuchs in Alaska auf, wo sie geboren ist und heute mit ihrer Familie lebt. Ihr Vorname ist der einer Figur aus dem Roman Der Herr der Ringe. Sie studierte Journalismus und Kreatives Schreiben an der Western Washington University im US-Bundesstaat Washington.
Sie arbeitete nahezu zehn Jahre lang als Redakteurin und Buchhändlerin. Ihr erster Roman Das Schneemädchen („The Snow Child“) erschien 2012 und wurde für den Pulitzer-Preis nominiert. Das Buch wurde in mehr als 25 Sprachen übersetzt und gewann einen UK National Book Awards, einen Indies Choice Award und einen PNBA Book Award.
Iveys zweiter Roman Das Leuchten am Rand der Welt („To the Bright Edge of the World“) erschien 2016.